# Black Bloc

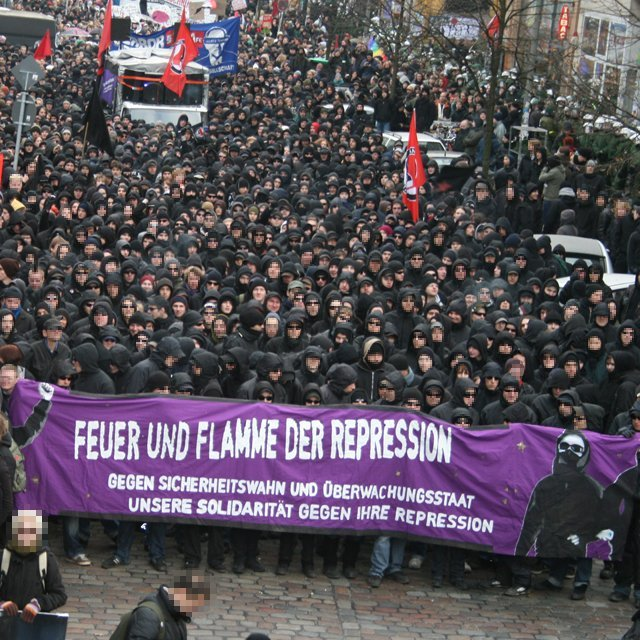
Levicový black bloc v Hamburku

Black Bloc je označení taktiky spočívající v oblékání a zahalení se protestujících lidí do černé na demonstracích kvůli znemožnění identifikace, zejména ze strany represivních složek, ale i pro skrytí identity před masmédii či ideovými nepřáteli.

## Historie
Historie black-blockingu sahá do roku 1980, kdy byla poprvé použita německými autonomistickými hnutími. Autonomisté nosili černou v průběhu militantní akce obrany squatů a v průběhu solidárních demonstrací pro Frakci Rudé Armády. I přes svůj původ v levicovém hnutí je v současnosti black block využíván i krajní pravicí, tj. neonacisty či autonomními nacionalisty.